# Черешня Бурдзинського
Черешня Бурдзинського — найстаріша черешня Києва росте в Київському зоопарку біля «колеса огляду». Її вік — понад 100 років, обхват стовбура — 2,70 м, висота 10 м. На похилий вік дерева вказують і численні потовщення, видні на корі черешні.

## Історія
У 2009 р., за ініціативи Київського еколого-культурного центру, стародавня черешня отримала статус ботанічної пам'ятки природи. Це дерево названо на честь Венантія Бурдзинського, ініціатора створення Київського зоопарку і першого його директора. Саме за пропозицією В. Бурдзинського в 1913 р. зоопарк був перенесений в район Шулявської балки, де він і розташований досі. Цілком можливо, що саме В. Бурдзинський сам і посадив черешню[джерело?].

## Ресурси Інтернету
- Фотогалерея видатних вікових дерев міста Києва [Архівовано 12 березня 2012 у WebCite]

## Виноски
1. 1 2   Шнайдер С. Л., Борейко В. Е., Стеценко Н. Ф. 500 выдающихся деревьев Украины. — К.: КЭКЦ, 2011. — 203 с.